# Branden Carlson
Branden Carlson, né le  14 juin 1999 à South Jordan dans l'Utah, est un joueur américain de basket-ball évoluant au poste de pivot.

## Biographie

### Carrière professionnelle

#### Raptors de Toronto
Le 4 juillet 2024, Carlson signe un contrat two-way avec les Raptors de Toronto. Il est coupé en octobre 2024.

#### Thunder d'Oklahoma City (depuis 2024)
Mi-novembre 2024, il signe un contrat avec le Thunder d'Oklahoma City. Il est coupé en janvier 2025 puis signé à nouveau, cette fois-ci via un contrat de 10 jours. Il signe un contrat two-way avec le Thunder en février 2025.

### Statistiques

#### Universitaires
Les statistiques de Branden Carlson en matchs universitaires sont les suivantes :
| Saison    | Équipe   | Matchs | Titul. | Min./m | % Tir | % 3pts | % LF | Rbds/m. | Pass/m. | Int/m. | Ctr/m. | Pts/m. |
| --------- | -------- | ------ | ------ | ------ | ----- | ------ | ---- | ------- | ------- | ------ | ------ | ------ |
| 2019-2020 | Utah     | 30     | 29     | 20.9   | .549  | .231   | .622 | 3.9     | .8      | .3     | 1.4    | 7.0    |
| 2020-2021 | Utah     | 25     | 21     | 23.4   | .551  | .500   | .609 | 4.6     | .7      | .2     | 1.7    | 9.4    |
| 2021-2022 | Utah     | 24     | 23     | 26.0   | .510  | .309   | .818 | 6.0     | 1.1     | .3     | 1.6    | 13.6   |
| 2022-2023 | Utah     | 31     | 31     | 29.1   | .495  | .331   | .774 | 7.5     | 1.5     | .3     | 2.0    | 16.3   |
| 2023-2024 | Utah     | 36     | 36     | 29.6   | .501  | .379   | .714 | 6.6     | 1.6     | .4     | 1.5    | 17.0   |
| Carrière  | Carrière | 146    | 140    | 26.1   | .513  | .354   | .728 | 5.8     | 1.2     | .3     | 1.7    | 12.9   |

## Palmarès et distinctions personnelles

### Universitaires
- 2× First-team All-Pac-12 (2023, 2024)
- Second-team All-Pac-12 (2022)